# 만퉁퉁
만퉁퉁은 도라에몽의 등장인물로, 노진구의 학급 친구다. 생일은 6월 15일로, 일본 현지에서의 이름은 고우다 다케시(일본어: 剛田 武(ごうだ たけし))이며, 자이언트에서 유래한 자이안(일본어: ジャイアン, Gian)이라는 별명으로 불린다. 키테레츠 대백과의 한지수(일본명: 쿠마다 카오루)와 외모와 성격이 유사하다.

## 성격
작품 내에서 얼굴이 고릴라를 닮았다고 평가되며 자신을 고릴라라고 부르면 엄청 분노한다. 항상 노진구를 괴롭히지만, 그에 대한 의리는 가끔 있다. 노진구와 왕비실에게 폭력을 휘두른다. 극장판 도라에몽: 진구의 태양왕전설에서 퉁퉁이는 얼굴, 키, 체형 등 모든 신체조건에서 노진구와 동일한 티오 왕자와 싸움이 붙어 티오 왕자에게 일방적으로 얻어맞은 끝에 패한 적이 있다. 사람들이 견디기 힘들 정도로 음치이면서도 공터에서 노래를 부른다. 야구를 무척 좋아하며, 노진구와 비실이 등을 데리고 자이언즈(ジャイアンズ)라는 동네야구팀을 운영하면서 팀의 에이스를 맡고 있다. 그러나 지는 것을 무척 싫어하는 성격 탓에 야구에서 지면 엄청나게 화를 내며 노진구에게 화풀이를 하기도 한다. 장래 희망은 가수이다. 생년월일은 6월 15일이다.